# Gaylussacia frondosa
Gaylussacia frondosa (englisch dangleberry, blue huckleberry) ist eine Pflanzenart aus der Familie der Heidekrautgewächse. Sie ist in den östlichen Vereinigten Staaten beheimatet, wo sie von New Hampshire im Norden bis nach South Carolina im Süden vorkommt. Von der TNC wird die Art als ungefährdet („G5“) eingestuft.

## Beschreibung
G. frondosa ist ein Strauch von bis zu zwei Metern Höhe. Die Pflanze breitet sich über Rhizome aus; aus diesen sprossende neue Stängel bilden (genetisch einheitliche) Bestände. Die Blätter sind bis zu sechs Zentimeter lang und dabei bis zu drei Zentimeter breit. Sie sind behaart und glänzend. Der Blütenstand enthält eine bis zu vier Blüten, die an bis zu zwei Zentimeter langen Blütenstielen hängen, glockenförmig und grünlich weiß sind. Die Frucht ist eine saftige, süße Beere von gewöhnlich blauer, manchmal schwarzer oder weißer Farbe.

## Verbreitung und Ökologie
Gaylussacia frondosa ist in der Atlantischen Küstenebene verbreitet. Sie wächst in bewaldeten Gebieten und in der Nähe von Mooren und Brüchen. Allgemein verbreitet ist sie in den Kiefernheiden von New Jersey. Die Pflanze bevorzugt saure, nährstoffarme Böden. Sie ist mit verwandten Arten wie Amerikanischer Heidelbeere (Vaccinium corymbosum, englisch highbush blueberry), Vaccinium pallidum (englisch hillside blueberry), Lyonien (Lyonia spp.), Schmalblättriger Lorbeerrose (Kalmia angustifolia, englisch sheep-laurel), Niederer Scheinbeere (Gaultheria procumbens, englisch wintergreen), Gaylussacia dumosa (englisch dwarf huckleberry) und Gaylussacia baccata (englisch black huckleberry) vergesellschaftet.
Viele Tierarten fressen die Beeren und verbreiten die Samen.

## Taxonomie
Die Art Gaylussacia frondosa war einst weiter gefasst und beinhaltete drei Varietäten; G. frondosa var. nana und G. frondosa var. tomentosa sind heute gemeinhin als eigene Arten anerkannt (Gaylussacia nana bzw. Gaylussacia tomentosa).

### Synonyme
The Plant List, ein Gemeinschaftsprojekt der Royal Botanic Gardens (Kew) und des Missouri Botanical Garden führt die folgenden Synonyme auf:
- Vaccinium frondosum L. 1753
- Adnaria frondosa (Torr. & A.Gray) Kuntze
- Decachaena frondosa (L.) Small
- Decamerium frondosum (L.) Nutt.
- Vaccinium decamerocarpon Dunal
- Vaccinium glaucum Lam.
- Vaccinium tomentosum Pursh ex A.Gray
- Vaccinium venustum Aiton